# Clube Oriental de Lisboa
O Clube Oriental de Lisboa, ou apenas Oriental é um dos clubes históricos da cidade de Lisboa, mais precisamente da freguesia de Marvila, Portugal.
Criado em 1946, o C.O.L. é, e sempre foi, um clube ecléctico, que apesar de ter no Futebol a sua maior e mais premiada modalidade (foi promovido na época de 2013/2014 à Segunda Liga, feito que não atingia havia várias décadas), conta com variadas categorias além do futebol, como o Andebol, Voleibol, Basquetebol, Triatlo, Ginástica de Representação, entre outras.

## História

### A Fundação e os primeiros passos
Referência geral: 
O Clube Oriental de Lisboa foi fundado formalmente a 8 de Agosto de 1946, resultando da fusão do Chelas Futebol Clube, Marvilense Futebol Clube e Grupo Desportivo Os Fósforos. Em 1936 surgiu a primeira ideia de criar um clube único que representasse toda a zona oriental de Lisboa, mas na altura o idealizador, Rui de Seixas (Presidente do Chelas Futebol Clube) foi muito criticado.
Apesar de serem três colectividades rivais, responsáveis de todas acabaram por considerar a ideia de fusão em Abril de 1946 no "Café Gelo". O projecto recebeu a aprovação de dirigentes e massas associativas, e no mês seguinte foi publicada no jornal República a intenção de se proceder à junção dos clubes.
O projecto foi a votos a 31 de Julho de 1946, com as assembleias-gerais de Chelas, Marvilense e Os Fósforos a aprovarem, pela maioria de 89% dos votos, a fusão. O Clube Oriental de Lisboa nasceu a 8 de Agosto de 1946, com a assembleia-geral a decorrer nas instalações do Marvilense. A reunião aprovou os estatutos e redigiu a primeira acta oficial da nova agremiação. Neste último documento, os três clubes fundadores declararam os bens materiais que tinham para disponibilizar ao COL, sendo igualmente definidas as cores (grená na camisola, calções brancos e meias em ambas as cores) e, por unanimidade, o emblema (junção dos logótipos dos três clubes antecessores).
Na altura, o jornal República noticiou as bases para a constituição de uma “poderosa organização desportiva e cultural, um bloco forte e unido na defesa da saúde, da educação, dos interesses, enfim, da juventude da zona oriental de Lisboa”.
O primeiro jogo do Oriental foi contra o rival e então campeão nacional em título Belenenses, com os azuis a ganharem por 2-1 nas Salésias. Logo na época de 1946/47 há registo da primeira temporada oficial do Oriental, sendo vencedor da série 7 do segundo escalão do futebol português. Em 1949/50 ganhou a Série C da 2ª Divisão para alcançar pela primeira vez a promoção à 1ª Divisão, onde se estreou com um honroso quinto lugar. Nesta primeira incursão pelo principal escalão do futebol português, o Oriental permaneceu durante três épocas, regressando em 1956 para mais duas temporadas consecutivas, feito repetido em 1973/74 e 1974/75. Após 1974-1975, o clube nunca mais regressou aos escalões principais, facto que se mantém até aos dias de hoje.
Em 2022-2023, o Clube Oriental de Lisboa, após duas épocas nas divisões distritais, conquistou a 1ª Divisão da AF de Lisboa, garantindo assim a subida de divisão e o regresso aos campeonatos nacionais

## Histórico

### Títulos
| Nacionais | Nacionais                          | Nacionais | Nacionais                 |
|           | Competição                         | Títulos   | Temporadas                |
| --------- | ---------------------------------- | --------- | ------------------------- |
|           | II DIVISÃO                         | 2         | 1952/53, 1955/56          |
|           | III DIVISÃO NACIONAL - NÍVEL 4     | 1         | 2007/08                   |
| Regionais |                                    |           |                           |
|           | Competição                         | Títulos   | Temporadas                |
|           | AF LISBOA 1ª DIVISÃO               | 2         | 2022/23, 2024/25          |
|           | AF LISBOA TAÇA DE HONRA 2ª DIVISÃO | 3         | 1965/66, 1966/67, 1986/87 |

#### Outros Escalões
Jun.A S19 +
| 1 | Nacional Juniores A 2ª Divisão  |
|   | 2023/24                         |
| 2 | AF Lisboa Juniores A 1ª Divisão |
|   | 2011/12, 2018/19                |

Jun.B S17 +
| 1 | AF Lisboa Juniores B I Divisão   |
|   | 2023/24                          |
| 1 | AF Lisboa Juniores B III Divisão |
|   | 2018/19                          |

### Presenças
| Nacionais | Nacionais               | Nacionais | Nacionais                                                                             |
|           | Competição              | Presenças | Melhor posição                                                                        |
| --------- | ----------------------- | --------- | ------------------------------------------------------------------------------------- |
|           | Primeira Liga           | 7         | 5º Lugar (1950-51)                                                                    |
|           | Segunda Liga            | 2         | 15º Lugar (2014-15)                                                                   |
|           | Segunda Divisão         |           |                                                                                       |
|           | Terceira Divisão        |           |                                                                                       |
|           |                         |           |                                                                                       |
|           | Taça de Portugal        | 71        | 1/8 (1950-51; 1951-52; 1953-54; 1957-58; 1964-65; 1973-74; 1974-75; 1975-76; 2014-15) |
|           | Taça da Liga            |           |                                                                                       |
| Regionais |                         |           |                                                                                       |
|           | Competição              | Presenças | Melhor posição                                                                        |
|           | 1ª Divisão da AF Lisboa | 3         | Campeão (2022/23, 2024/25)                                                            |

### Classificações por época
| Época     | Nível | Divisão          | Classificação | Taça de Portugal | Taça da Liga |
| --------- | ----- | ---------------- | ------------- | ---------------- | ------------ |
| Ano       | 1     | Divisão          | Lugar         | Lugar            | Lugar        |
| 2030/2032 | 1     | Primeira Divisão | 2º            | 1/4              | 1F           |

- Legenda das cores na pirâmide do futebol português

     1º nível (1ª Divisão / 1ª Liga)
     2º nível (até 1989/90 como 2ª Divisão Nacional, dividido por zonas, em 1990/91 foi criada a 2ª Liga)
     3º nível (até 1989/90 como 3ª Divisão Nacional, depois de 1989/90 como 2ª Divisão B/Nacional de Seniores/Campeonato de Portugal)
     4º nível (entre 1989/90 e 2012/2013 como 3ª Divisão, entre 1947/48 e 1989/90 e após 2013/14 como 1ª Divisão Distrital)
     5º nível
     6º nível
     7º nível

## Uniformes
- 2018-2019

- 2017-2018

- 2016-2017

## Emblema
Referência geral: 
O emblema e cores do COL remonta à data de fundação do clube, embora no primeiro jogo tenha sido usado um símbolo improvisado, dado o "atraso" na chegada dos primeiros equipamentos. O emblema e as cores foram definidas na Assembleia-Geral do dia da fundação do clube.
O emblema resulta da conjugação dos elementos dos logótipos dos clubes fundadores do Oriental - Os Fósforos, Marvilense e Chelas FC. Deste último, transita a bola com as letras que marca actualmente o centro do emblema; de Os Fósforos ficou a águia no topo do emblema, que tem o formato usado no do Marvilense.
Apesar do primeiro jogo ter sido disputado com um outro emblema devido a problemas logísticos, o grená marcou sempre as camisolas do Oriental, cujo símbolo improvisado foi apenas usado no primeiro duelo da história, com o Belenenses. Daí em diante, até aos dias de hoje, o mesmo emblema tradicional tem sido sempre usado pelo Oriental de Lisboa.
| Evolução do Emblema | Evolução do Emblema | Evolução do Emblema | Evolução do Emblema | Evolução do Emblema | Evolução do Emblema |
| ------------------- | ------------------- | ------------------- | ------------------- | ------------------- | ------------------- |
|                     |                     | 130x130px           |                     |                     |                     |
|                     |                     |                     |                     |                     | ano-ano             |

## Dados e Estatísticas
Atualizado em "dia" de "mes" de "ano"
| Melhores marcadores do | Melhores marcadores do | Melhores marcadores do |      | Jogadores com mais jogos no | Jogadores com mais jogos no | Jogadores com mais jogos no |
| Rank                   | Jogador                | Golos                  | Rank | Jogador                     | Jogos                       |                             |
| ---------------------- | ---------------------- | ---------------------- | ---- | --------------------------- | --------------------------- | --------------------------- |
| 1                      | Jogador                | 00                     | 1    | Jogador                     | 00                          |                             |
| 2                      | Jogador                | 00                     | 2    | Jogador                     | 00                          |                             |
| 3                      | Jogador                | 00                     | 3    | Jogador                     | 00                          |                             |
| 4                      | Jogador                | 00                     | 4    | Jogador                     | 00                          |                             |
| 5                      | Jogador                | 00                     | 5    | Jogador                     | 00                          |                             |
| 6                      | Jogador                | 00                     | 6    | Jogador                     | 00                          |                             |
| 7                      | Jogador                | 00                     | 7    | Jogador                     | 00                          |                             |
| 8                      | Jogador                | 00                     | 8    | Jogador                     | 00                          |                             |
| 9                      | Jogador                | 00                     | 9    | Jogador                     | 00                          |                             |
| 10                     | Jogador                | 00                     | 10   | Jogador                     | 00                          |                             |

## Estádio
A equipa disputa os seus jogos em casa no Estádio Eng.º Carlos Salema. O recinto remonta a 1949, quando foi construído o primeiro campo do clube no sítio do actual espaço. Ao longo dos anos foi sofrendo diversas melhorias e "resistiu" ao ambicioso projecto do Estádio da Madre de Deus, até assumir a sua forma actual em 1991. Tem capacidade para 4 000 pessoas.

## Outras modalidades
Referência geral: 
O Oriental tem apostado em várias modalidades além do futebol ao longo da sua história. Basquetebol, xadrez, ténis de mesa ou hóquei de campo são alguns dos desportos praticados no popular emblema de Marvila. No andebol, por exemplo, o COL estava ao nível dos melhores clubes nacionais na vertente de equipas de 11 jogadores.
O basquetebol, sobretudo com a sua equipa feminina, orgulhou bastante o COL, tal como o hóquei em campo e a Vela. Estando perto do Rio Tejo, a colectividade lisboeta chegou a construir e dar o nome a uma classe competitiva, a "Classe Oriental", cujas embarcações eram desenhadas e concebidas de raiz nos estaleiros do Oriental. Eram específicas para navegarem no Tejo. Apesar da popularidade que chegou a ter, o Clube de Vela do Oriental acabou por encerrar pouco depois do 25 de Abril de 1974.
O ténis de mesa chegou a oferecer alguns títulos distritais ao popular clube lisboeta, enquanto com o xadrez a sede do COL viu diversos praticantes experientes e outros "aprendizes" a jogar no tabuleiro.
Actualmente, as modalidades praticadas para além do futebol são andebol, voleibol, basquetebol, triatlo, ginástica, natação, desportos de combate, entre outras.

## Presidentes
| # | Período | Presidente | Feitos e Marcos |
| - | ------- | ---------- | --------------- |